# Абрамян, Карен Андраникович
Карен Андраникович Абрамян (арм. Կարեն Անդրանիկի Աբրահամյան; род. 4 декабря 1966, Чайлаккала, Ходжавендский район) — государственный и военный деятель непризнанной Нагорно-Карабахской Республики (НКР) и Армении, министр обороны НКР (2018—2020), генерал-лейтенант (2019).

## Биография
Родился 4 декабря 1966 года в селе Хцаберт, Гадрутский район, Нагорно-Карабахская АО, Азербайджанская ССР, СССР. В 1984 году окончил среднюю школу имени М. Манвеляна в Гадруте. В 1985—1987 годах проходил срочную службу в советской армии.
В 1984—1990 годах учился на финансово-учетном факультете в Ереванском институте народного хозяйства по специальности «экономиста». В 1990—1992 годах работал в Гадрутском районе в Сбербанке.
С 1991 года состоял в добровольческих силах самообороны Гадрута, позднее — в Гадрутской оборонительной части Армии обороны НКР. Участвовал в Первой карабахской войне (1992—1994) в качестве рядового, командира взвода, затем батареи, начальника штаба артиллерии и начальника артиллерии. В 1996—1998 годах занимал должности начальника штаба и заместителя командира Гадрутского оборонительного района.
В 1998 году окончил с отличием Общевойсковую академию ВС РФ в Москве.
В 2001—2003 годах занимал должность начальника штаба воиской части и заместителем командира, в 2003—2006 годах — командира воиской части, в 2006—2011 годах — начальника штаба корпуса и заместителя командира МО РА.
В 2010—2011 годах учился в Военной академии Генерального штаба ВС РФ в Москве, окончил с золотой медалью.
В 2011—2015 годах являлся начальником инженерных войск МО РА, в 2015—2017 годах — командиром 5-го армейского корпуса МО РА, в 2017—2018 годах — первым заместителем министра обороны НКР и командующего Армием обороны НКР.
14 декабря 2018 года указом президента НКР Бако Саакяна назначен министром обороны НКР и командующим Армием обороны НКР вместо Левы Мнацаканяна. 24 февраля 2020 указом Саакяна Абрамян был отправлен в отставку, его должность занял Джалал Арутюнян.
С июня 2020 года по май 2021 года занимал должность начальника Главного оперативного управления ГШ ВС РА — заместителя начальника ГШ. Освобождён от занимаемой должности после участия в подписании коллективного письма ряда высокопоставленных офицеров МО РА с критикой и несогласием с действиями премьер-министра Никола Пашиняна.
Состоит в браке, имеет двоих детей. Беспартийный.
С 3 сентября 2014 года имел воинское звание генерал-майора Министерства обороны Республики Армения, с сентября 2019 года — генерал-лейтенант. С 2021 года — в отставке.

## Награды
- Орден «Боевой крест» второй степени,
- медаль «За отвагу» (Армения) (2013)[3]
- медаль «За мужество»,
- медаль «За боевую службу»,
- медаль «За заслуги перед Отечеством» (Армения) второй степени,
- медаль «Гарегин Нжде»,
- медаль «Андраник Озанян»,
- медаль «Маршал Баграмян»,
- медаль «Драстамат Канаян»,
- медаль «Вазген Саркисян»,
- медаль «За укрепление сотрудничества».